# Amédée Faure
Pour les articles homonymes, voir Faure.
Victor Amédée Faure, né à Paris le 5 février 1801 et mort dans la même ville le 20 décembre 1878, est un peintre et lithographe français.

## Biographie
Victor Amédée Faure est élève aux Beaux-Arts de Paris en 1824 dans l'atelier de Louis Hersent. Il expose au Salon de 1831 à 1864.
Il meurt à son domicile parisien de la rue du Bouloi le 20 décembre 1878.

Œuvres d'Amédée Faure
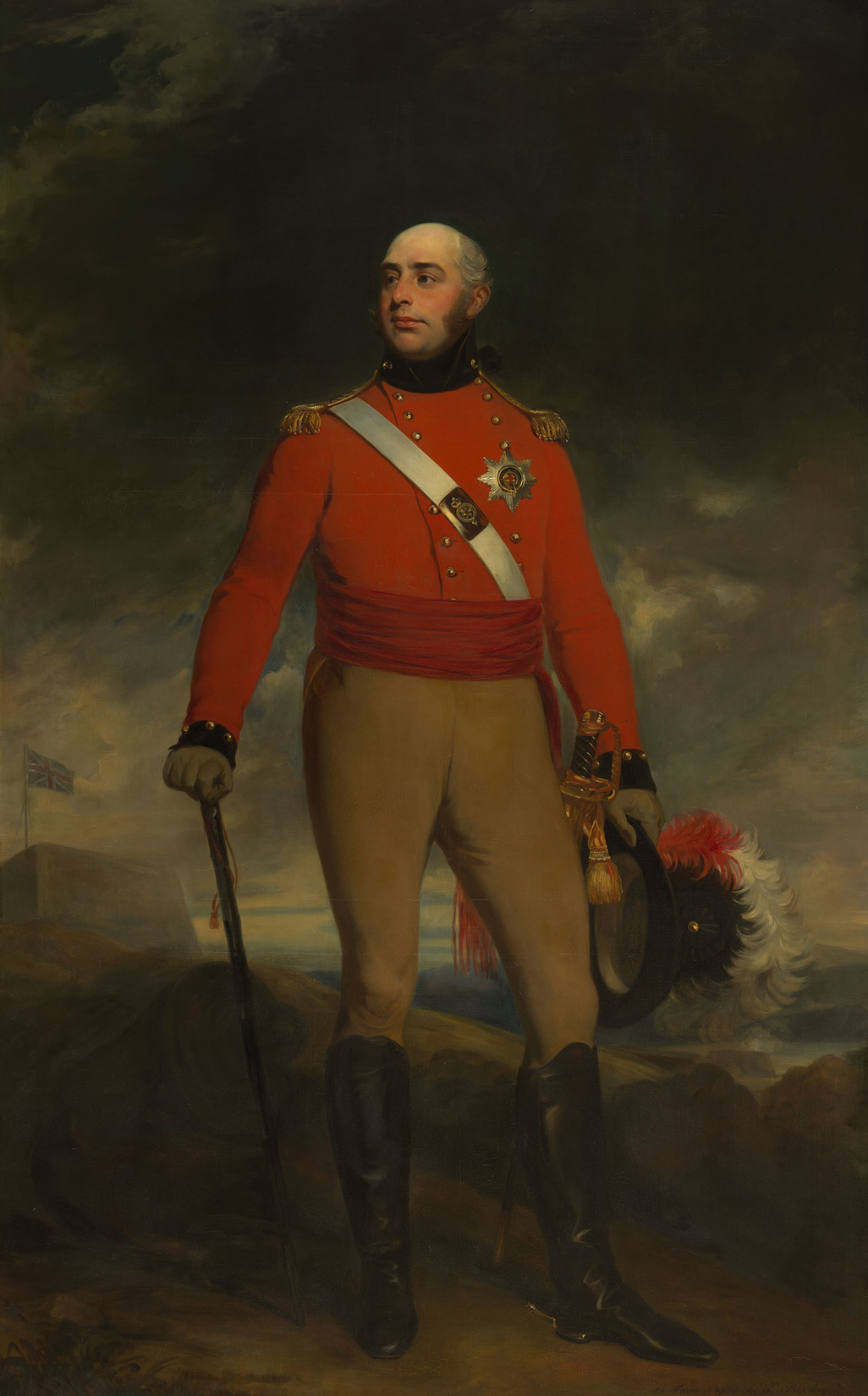
Portrait d'Édouard-Auguste de Kent (v. 1818, Royal Collection).
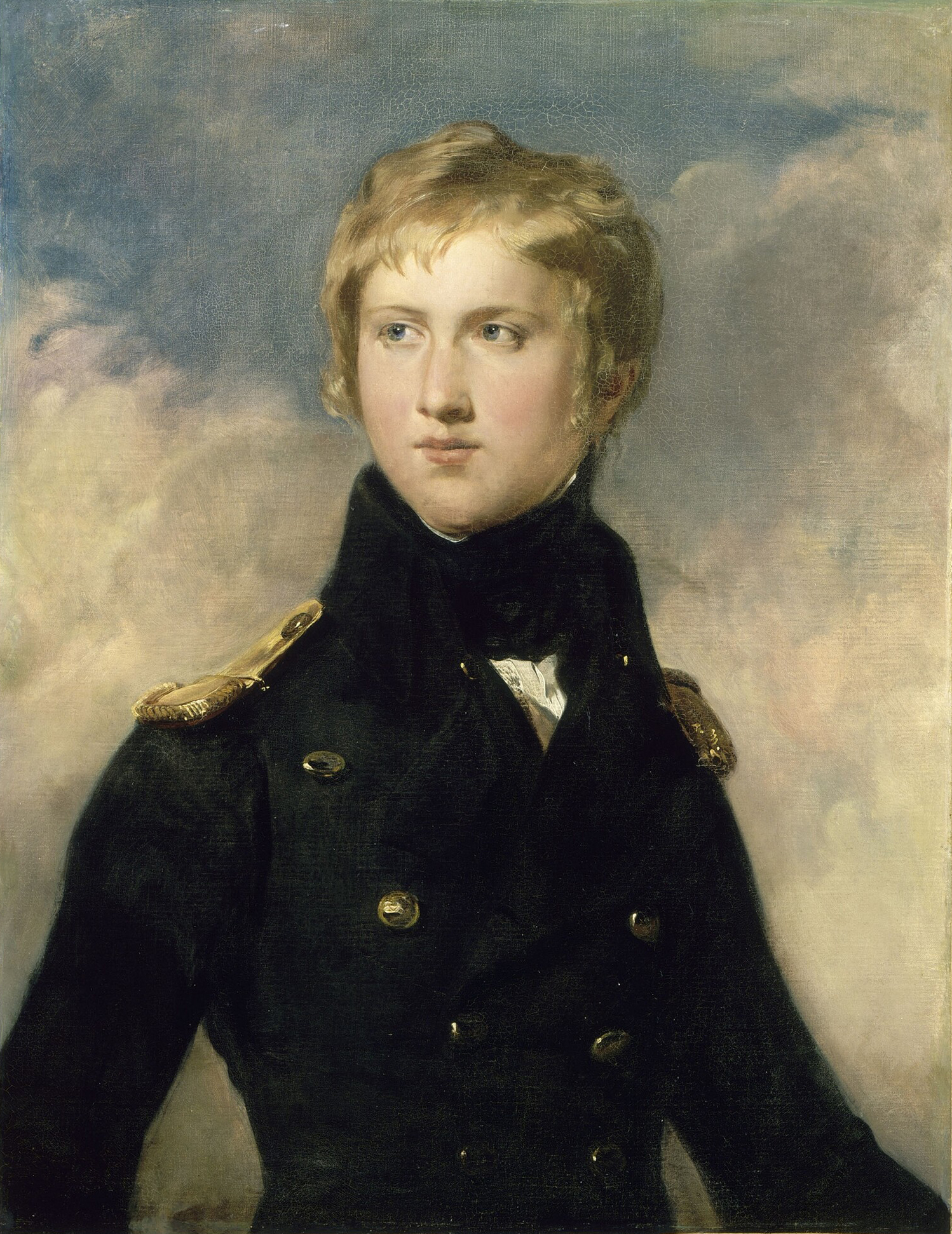
Portrait d'Antoine d'Orléans (1834, Palais de Versailles).
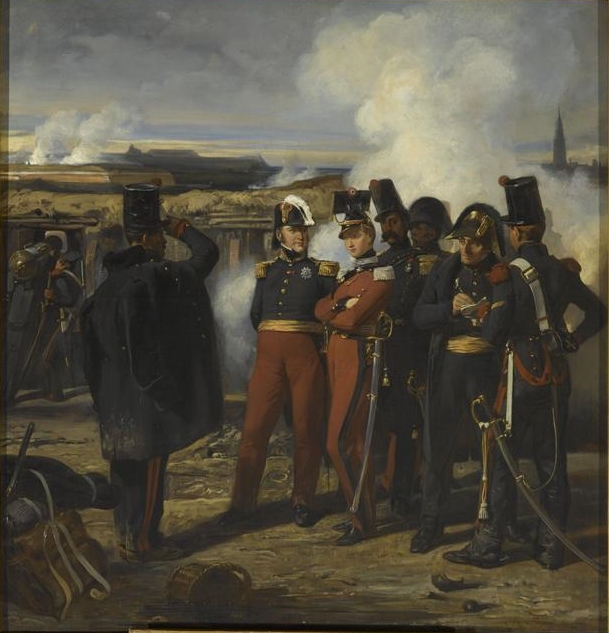
Le duc de Nemours et le maréchal Gérard dans la tranchée de la citadelle d'Anvers, décembre 1832 (1837).
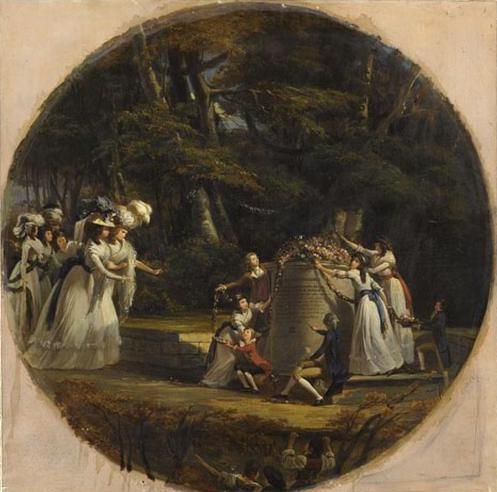
La duchesse d'Orléans avec ses enfants à Spa (1848).
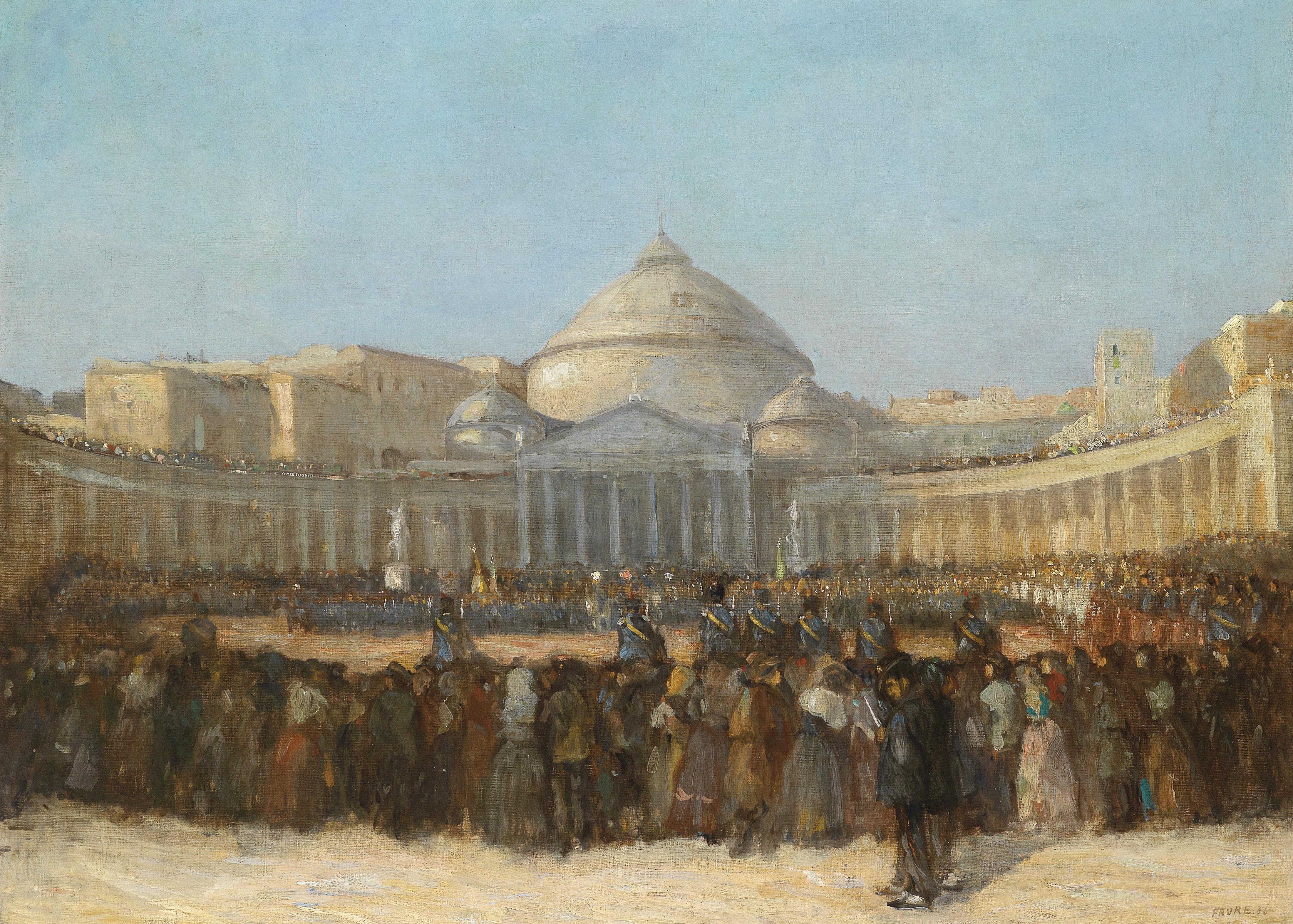
Défilé militaire à Naples (v. 1878).